# زاسباخوالدن
زاسباخوالدن (به آلمانی: Sasbachwalden) یک شهر در آلمان است که در بادن-وورتمبرگ واقع شده‌است. زاسباخوالدن ۲٬۵۶۸ نفر جمعیت دارد.